# Amythaon
Amythaon (altgriechisch Ἀμυθάων Amytháōn) ist in der griechischen Mythologie ein Sohn der Tyro mit König Kretheus von Iolkos. Seine Geschwister waren Aison und Pheres, außerdem hatte er noch zwei Halbbrüder, die Zwillinge Pelias und Neleus, die seine Mutter dem Poseidon gebar.
Er heiratete Eidomene, die Tochter seines Bruders Pheres, und zeugte mit ihr Bias und Melampus, die später die Herrschaft über Argos erhielten, sowie Aiolia, die Gattin des Kalydon und damit Vorfahrin des Königs Oineus. Nach Diodor hatte er eine weitere Tochter, die Perimela, die mit Antion den Sohn Ixion bekam.
Nach dem Tod des Königs Kretheus versuchte Pelias die Herrschaft über ganz Thessalien an sich zu reißen, lockte den rechtmäßigen Nachfolger Aison in eine Höhle unterhalb von Iolkos und verbannte seine übrigen Brüder nach Messenien, wo sie sich in Pylos bei König Aphareus niederließen.
Nach der Zerstreuung der Söhne des Pelops über die ganze Peloponnes erneuerte Amythaon die Olympischen Spiele.